# 東川手村
東川手村（ひがしかわてむら）は長野県東筑摩郡にあった村。現在の安曇野市明科東川手にあたる。

## 地理
- 山：雷山
- 河川：犀川、会田川

## 歴史
- 1874年（明治8年）1月23日 - 筑摩県筑摩郡上生野村・潮村・潮山中村・潮沢村が合併して東川手村となる。
- 1876年（明治9年）8月21日 - 長野県の所属となる。
- 1878年（明治11年）1月4日 - 郡区町村編制法の施行により、東筑摩郡の所属となる。
- 1889年（明治22年）4月1日 - 町村制の施行により、東川手村が単独で自治体を形成。
- 1955年（昭和30年）4月1日 - 中川手村と合併して明科町が発足。同日東川手村廃止。

## 交通

### 鉄道路線
村域を日本国有鉄道篠ノ井線が通過したが、駅は所在しなかった。

### 道路
- 国道19号